# Limnobatodes
Limnobatodes is een geslacht van wantsen uit de familie van de waterlopers (Hydrometridae). Het geslacht werd voor het eerst wetenschappelijk beschreven door Hussey in 1925.

## Soorten
Het genus bevat de volgende soorten:

- Limnobatodes paradoxus Hussey, 1925